# Comté de Brown (Indiana)
Pour les articles homonymes, voir Comté de Brown.
Le comté de Brown (anglais : Brown County) est un comté de l'État de l'Indiana, aux États-Unis. Il comptait 14 957 habitants en 2000. Son siège est Nashville.